# Kamejka modronachová
Kamejka modronachová (Aegonychon purpurocaeruleum, syn. Lithospermum purpurocaeruleum, Buglossoides purpurocaerulea) je vytrvalá bylina z čeledi brutnákovitých. V roce 2000 se stala německou Rostlinou roku.

## Popis
Má kopinaté, střídavé, drsně srstnaté listy a nejčastěji jednoduché lodyhy. Oboupohlavné květy jsou uspořádány ve vijanech. Jejich koruny jsou nálevkovité, pěticípé, mají delší kalich a jsou nachové, později blankytně modré. Rostlina kvete v květnu a v červnu, opylována je hmyzem, plody jsou tvrdky. Často se rozmnožuje též vegetativně.

## Výskyt
Je to rostlina preferující teplé, spíše polostinné polohy se suššími půdami bohatými na vápník. Roste převážně v teplomilných lesních lemech, v lesostepních mozaikách křovin, v rozvolněných teplomilných doubravách nebo na lesních světlinách dubohabřin. V České republice se vyskytuje hlavně v teplých oblastech středních a severozápadních Čech, na jižní Moravě a v Bílých Karpatech, patří k vzácnějším druhům vyžadujícím pozornost (kategorie C4a).